# Paroligoneurus kivuensis
Paroligoneurus kivuensis är en stekelart som beskrevs av De Saeger 1944. Paroligoneurus kivuensis ingår i släktet Paroligoneurus och familjen bracksteklar. Inga underarter finns listade i Catalogue of Life.